# Phuchong Sai-udomsin
Phuchong Sai-udomsin, né le 23 mars 1988, est un coureur cycliste thaïlandais. 

## Palmarès et résultats

### Palmarès par année
- 2007
  - Tour of Friendship :
    - Classement général
    - 2e étape
- 2009
  - 2e du Tour de Thaïlande
- 2011
  -  Médaillé d'or du contre-la-montre par équipes aux Jeux d'Asie du Sud-Est
  -  Médaillé de bronze de la course en ligne aux Jeux d'Asie du Sud-Est
- 2014
  -  Champion de Thaïlande du contre-la-montre
  - 3e du championnat de Thaïlande sur route
- 2017
  - 3e étape du Tour of Lanna
  -  Médaillé d'argent du contre-la-montre par équipes aux Jeux d'Asie du Sud-Est
- 2019
  - 2e étape du Masters Tour of Chiang Mai
  - 3e du Masters Tour of Chiang Mai

### Classements mondiaux
| Année         | 2013 | 2014 |
| ------------- | ---- | ---- |
| UCI Asia Tour | 295e | 146e |